# Arthur Peel (1er vicomte Peel)
Pour les articles homonymes, voir Peel.
Arthur Wellesley Peel, 1er vicomte Peel, né le 3 août 1829 et mort le 24 octobre 1912,, est un homme politique britannique.

## Biographie
Fils cadet de Robert Peel, qui est ministre de l'Intérieur au moment de sa naissance et devient par la suite Premier ministre, Arthur Peel est éduqué à Eton College avant d'étudier au Balliol College de l'université d'Oxford. 
Il entre à la Chambre des communes en étant élu député de Warwick sous l'étiquette libérale aux élections législatives de 1865, remportées par le libéraux. Secrétaire parlementaire à la Commission du Commerce de 1871 à 1873, il est sous-secrétaire au ministère de l'Intérieur de 1880 jusqu'en 1884, date à laquelle les députés l'élisent président de la Chambre des communes. Il exerce cette fonction avec une impartialité reconnue par ses pairs, ainsi qu'une « connaissance parfaite des traditions et usages » de la Chambre. L’Encyclopædia Britannica le décrira en 1911 comme l'un des meilleurs présidents qu'aient connus les communes. C'est en qualité de président de la Chambre qu'il autorise Charles Bradlaugh, élu député libéral pour Northampton, à siéger après les élections de 1885. Premier député ouvertement athée, Bradlaugh s'est vu interdit de prêter serment à cinq reprises par le président Henry Brand après sa première élection en 1880. Arthur Peel estime pour sa part n'avoir aucune raison d'interdire à Charles Bradlaugh de siéger,.
Bien que se siégeant plus de manière partisane sous l'étiquette d'un parti, en 1886 il rejoint de manière informelle les rangs du tout nouveau Parti libéral unioniste, fondé par des libéraux opposés au projet d'autonomie pour l'Irlande. Réélu à la présidence de la Chambre des communes en 1886 et en 1892, il démissionne en avril 1895 pour raisons de santé. Il est alors fait vicomte et siège à la Chambre des lords jusqu'à sa mort en 1912. 